# Förstakammarvalet i Sverige 1960
Förstakammarvalet i Sverige 1960 var ett val i Sverige till Sveriges riksdags första kammare. Valet hölls i den åttonde valkretsgruppen i september månad 1960 för mandatperioden 1961-1968.
Två valkretsar utgjorde den åttonde valkretsgruppen: Malmöhus läns valkrets och Gävleborgs läns valkrets. Ledamöterna utsågs av valmän från det landsting som valkretsarna motsvarade. För de städer som inte ingick i landsting var valmännen stadsfullmäktige.   
Ordinarie val till den åttonde valkretsgruppen hade senast ägt rum 1952.

## Valmän
| Landsting/ stadsfullmäktige | H    | C    | F    | S    | SKP | Totalt |
| --------------------------- | ---- | ---- | ---- | ---- | --- | ------ |
| Landsting/ stadsfullmäktige |      |      |      |      |     | Totalt |
| Malmöhus                    | 39   | 15   | 13   | 75   | 0   | 142    |
| Malmö                       | 39   | 15   | 13   | 75   | 0   | 142    |
| Gävleborg                   | 8    | 9    | 9    | 41   | 4   | 71     |
| Totalt                      | 47   | 24   | 22   | 116  | 4   | 213    |
| %                           | 22,1 | 11,3 | 10,3 | 54,4 | 1,9 | 100,0  |

## Mandatfördelning
Den nya mandatfördelningen som gällde vid riksdagen 1961 innebar att Socialdemokraterna behöll egen majoritet. 
| Parti  | Parti                        | FK 1960 | 8:e valkretsgruppen | 8:e valkretsgruppen | 8:e valkretsgruppen | FK 1961 |
| Parti  | Parti                        | FK 1960 | Innan               | Efter               | Ändring             | FK 1961 |
| ------ | ---------------------------- | ------- | ------------------- | ------------------- | ------------------- | ------- |
|        | Socialdemokraterna           | 78      | 11                  | 10                  | ▼1                  | 77      |
|        | Folkpartiet                  | 32      | 2                   | 2                   | ▲1                  | 33      |
|        | Centerpartiet                | 22      | 3                   | 2                   | ▼2                  | 20      |
|        | Högerpartiet                 | 17      | 2                   | 4                   | ▲2                  | 19      |
|        | Sveriges kommunistiska parti | 2       | 0                   | 0                   | ▬                   | 2       |
| Totalt | Totalt                       | 151     | 18                  | 18                  | ▬                   | 151     |

## Invalda riksdagsledamöter
Malmöhus läns valkrets:
- John-Arvid Arvidson, h
- Stig Gorthon, h
- Erik Hagberg, h
- Gösta Jacobsson, h
- Thorsten Larsson, c
- Gunnar Edström, fp
- Emil Ahlkvist, s
- Ingeborg Carlqvist, s
- Eric Holmqvist, s
- Gunnar Lange, s
- Alvar Mårtensson, s
- Axel Svensson, s

Gävleborgs läns valkrets:
- Axel Andersson, c
- Per Hilding, fp
- Jon N. Jonsson, s
- Yngve Möller, s
- Rickard Sandler, s
- Erik Svedberg, s